# حسام داغر
حسام داغر (26 أبريل 1979 -)، ممثل مصري.

## السيرة الذاتية
حسام داغر ممثل ومخرج مصري ولد في السادس والعشرون من إبريل عام 1979م في دولة الكويت انتقل إلى مصر حيث عاش وتربى فيها، وحصل على بكالوريوس الطب البيطري من جامعة القاهرة دفعة 2002 ثم حصل على درجة (الماجستير في أمراض الدم والمناعة) من نفس الجامعة وذلك عام 2006.
ثم درس التمثيل في مؤسسة TVI Actor Studio NY في ولاية نيويورك بالولايات المتحدة الأمريكية وقد تخرج منها في 2009، ويعمل حالياً مدرباً للتمثيل بجوار عمله كممثل (منهج ميزنر للتمثيل)، وكانت بداياته في مسرح كلية التجارة - جامعة القاهرة، حيث شارك معهم في العديد من المسرحيات الجامعية وعلى حد قوله: إن مسرح كلية التجارة مدرسة في حد ذاته حيث تخرج منه الأساتذة (نجيب الريحاني) و(فؤاد المهندس).
ثم شارك في العديد من الأعمال الفنية مثل: راديو ستار، الجراج، على الهواء، كلام في الحب، عصابة الدكتور عمر، العيادة، راجل وست ستات، ثم ألتحق بمركز الإبداع الفني بدار الأوبرا المصرية تحت قيادة المخرج (خالد جلال)، وكان من أعضاء الدفعة الثانية (تمثيل وإخراج) والتي تخرجت في 2011، وكان مشروع التخرج هو مسرحية (قهوة سادة) والتي أثارت جدلاً واسعاً، وقد تم عرضها في أغلب البلاد العربية وحظيت بشهرة واسعة هناك.
واستمر في نجاحاته ومشاركاته في الأعمال السينمائية والتليفزيونية المختلفة والتي كان منها: فيلم أمير البحار، سفاري، مسلسل الجماعة، عايزة أتجوز، ومسلسل مسيو رمضان مبروك أبو العلمين حمودة، خرم إبرة، الكبير أوي، ابن حلال وغيرها من الأعمال... وها هو مستمرٌ في إبداعه راغباً في رضا وسعادة الجماهير فقط...
رقم عضوية نقابة المهن التمثيلية: 3148

## أصوله وتاريخ عائلته
حسام داغر ذو أصول عريقة ما بين المصرية والتركية وتاريخ عائلي مشرف.... فلقد كان جده من جهة الأب (محمد بك طوسون) أميرالاي في القوات البحرية المصرية، وهو الجد الذي تربى (حسام) في بيته بمنطقة "جاردن سيتي"بالقاهرة، وكانت عائلته كلها من ضباط الجيش ذوي الألقاب آنذاك (قبل ثورة يوليو 1952)، أما عمه فمتزوج من صاحب السمو النبيلة (فاطمة) بنت (عدلي باشا يكن)

## المؤهلات الدراسية
- حصل على شهادة إتمام التعليم الأساسي من مدرسة الجيل الجديد الدولية الإنجليزية بالكويت
- حصل على شهادة الثانوية العامة من دار التربية للغات بمصر - الزمالك
- بكالوريوس الطب البيطري من جامعة القاهرة دفعة 2002
- درجة (الماجستير في أمراض الدم والمناعة) من نفس الجامعة وذلك عام 2006
- درس التمثيل في مؤسسة TVI Actor Studio NY في ولاية نيويورك بالولايات المتحدة الأمريكية وقد تخرج منها في 2009
- ألتحق بمركز الإبداع الفني بدار الأوبرا المصرية تحت قيادة المخرج (خالد جلال)، وكان من أعضاء الدفعة الثانية (تمثيل وإخراج) والتي تخرجت في 2011، وكان مشروع التخرج هو مسرحية (قهوة سادة)

## المهارات والأعمال السابقة

### الأعمال المسرحية
- مسرحية (شرقيات ولكن) - مهرجان جالاطة المسرحي - إسطنبول / تركيا
- مسرحية (هاملت) بالمسرح القومي - إخراج د/ هانى مطاوع
- مسرحية (البهلوانات) بالمسرح الكوميدي - إخراج أ/ هشام جمعة
- مسرحية (عنبر رقم 1) بمسرح مركز الإبداع الفني - إشراف أ/ خالد جلال
- مسرحية (قهوة سادة) بمسرح مركز الإبداع الفني - إخراج أ/ خالد جلال

مسرحية (اهلا رمضان) بمسرح الهرم - إخراج أ/خالد جلال

### الأعمال التليفزيونية
- مسلسل سيت كوم (شباب أون لاين) - دور (أ/ بديع) - إخراج / هالة خليل (2003)
- مسلسل سيت كوم (عمارة 56) - دور (أ/ راضي) - إخراج / شريف وهبة (2004)
- مسلسل سيت كوم (راديو ستار) - دور (أ/ لطيف) - ودور والدته لطيفة - إخراج / علي رجب (2005)
- مسلسل سيت كوم (الجراج) - دور (كريم) - إخراج / أحمد المهدي (2006)
- مسلسل (لحظات حرجة) - دور (د/ هيثم) - إخراج / مروان حامد (2007)
- مسلسل سيت كوم (كوافير أشواق) - دور (رضا) - إخراج / رفعت عزمي (2008)
- مسلسل سيت كوم (العيادة) - دور (محمود) - إخراج / عمرو عرفة (2008)
- مسلسل سيت كوم (راجل وست ستات) - دور (بمبة) - إخراج / أسد فولادكار (2008)
- مسلسل سيت كوم (عايزة أتجوز) - دور (حسام وعصام) - إخراج / رامي إمام (2009)
- مسلسل سيت كوم (الكبير أوي) - دور (سيد سوفت) - إخراج / إسلام خيري (2010)
- مسلسل سيت كوم (3×1) - دور (الأخرس) - إخراج / حسن السيد (2010)
- مسلسل (الجماعة) - دور (حسين كمال الدين) - إخراج / محمد ياسين (2010)
- مسلسل (مسيو رمضان مبروك أبو العلمين حمودة) - دور (صبحي) - إخراج / سامح عبد العزيز (2011)
- مسلسل (خرم إبره) - دور (سلامة) - إخراج / إبراهيم فخر (رمضان 2012)
- فوازير مسلسليكو:2013) - إخراج / أحمد المهدي (رمضان 2013)
- مسلسل (ابن حلال) - دور (خالد) - إخراج / إبراهيم فخر (رمضان 2014)
- مسلسل (شارع عبد العزيز 2) - دور (زعتر) - إخراج / حسين شوكت (رمضان 2014)
- مسلسل (30 ليلة وليلة)
- مسلسل (زلزال) - دور (ربيع) - إخراج / إبراهيم فخر (رمضان 2019)

### الأعمال السينمائية
- فيلم (كلام في الحب) - إخراج / علي إدريس - إنتاج / العدل فيلم
- فيلم (عصابة الدكتور عمر) - إخراج / علي إدريس - إنتاج / الماسة
- فيلم (على الهوا) - دور (إبراهيم) - إخراج / إيهاب لمعي - إنتاج / الإخوة المتحدين
- فيلم (ماشيين بالعكس) - دور (عوض) - إخراج / مسعد فودة - إنتاج / الشركة العربية
- فيلم (سفاري) - دور (أحمد) - إخراج / مازن الجبلي - إنتاج / الإخوة المتحدين
- فيلم (أمير البحار) - دور (مؤنس) - تأليف / يوسف معاطي - إخراج / وائل إحسان
- فيلم (خطة جيمي) - إخراج / تامر بسيوني

### الأعمال الإذاعية
- مسلسل (مذكرات الديك سنقر) - إخراج / محمد الكاب
- مسلسل (29 يوم) - إخراج / على مصيلحي
- مسلسل (لف وإرجع تاني) - إخراج / علاء خلف
- مسلسل (الكابو) - إخراج / تامر حسني غنيم
- مسلسل (كابتن فرشيحة) - إخراج / تامر حسني غنيم
- مسلسل (هارب من عش الزوجية) - إخراج / أشرف نوير

## الجوائز والمهرجانات
- جائزة ممثل أول جامعة القاهرة لمدة ثلاث سنوات متتالية (1999 - 2000 - 2001)
- جائزة أحسن ممثل دور ثاني - مهرجان كازابلانكا المسرحي - المغرب عام 2000
- جائزة ممثل أول جامعات مصر عن دور (مجنون هتلر) - مسرحية أسطبل عنتر عام 2001
- رُشِحَ لجائزة أحسن ممثل دور تاني عن دوره في فيلم (أمير البحار) - مهرجان ART عام 2010
- جائزة أفضل أداء مسرحي عن دوره في عرض (قهوة سادة) - مهرجان قنوات النيل المتخصصة عام 2009
- جائزة تكريم من نادي روتاري - القاهرة عن دوره في مسلسل (خرم إبره) عام 2012
- جائزة تكريم من محافظ القليوبية - بنها عن دوره في مسلسل (خرم إبره) عام 2012
- جائزة «الأداء المتميز» في مهرجان الإسماعيلية للإعلام عن دوره في مسلسل (خرم إبره) عام 2013
- جائزة «أحسن ممثل» تكريم من قناة الحياة عن دور (خالد) في مسلسل ابن حلال عام 2014
- جائزة «أحسن مسلسل» تكريم من النادي الاهلي - مسلسل ابن حلال عام 2014
- جائزة «أحسن ممثل» تكريم من نادي رواد الجيش عن دور (خالد) في مسلسل ابن حلال عام 2014
- جائزة تكريم من الأكاديمية العربية للعلوم والتكنولوجيا والنقل البحري عن دور (خالد) في مسلسل ابن حلال - نوفمبر 2014
- جائزة تكريم أكاديمية المدينة عن دور (خالد) في مسلسل ابن حلال - ديسمبر 2014
- جائزة تكريم قنوات النيل المتخصصة عن دور (خالد) في مسلسل ابن حلال - ديسمبر 2014